# Radio Lwówek Śląski
Radio Lwówek Śląski – powojenna stacja radiowa o charakterze lokalnym obejmująca swoim zasięgiem powiat lwówecki i okolice. Regularną emisję audycji rozpoczęto pod koniec lat 40. XX wieku.

## Charakterystyka
„Halo, halo! Dzień dobry Państwu, spiker radia Lwówek Śląski informuje...”

W Lwówku Śląskim było małe studio, które znajdowało się w budynku poczty. Na pierwszym piętrze, po lewej stronie znajdowała się centrala telefoniczna z numerami, a po prawej stronie siedziały telefonistki, które odpowiadały za połączenia. Za centralą telefoniczną ulokowany był niewielki pokoik, gdzie stały urządzenia wzmacniające, radio lampowe i mikrofony. Z tego miejsca nadawało Radio Lwówek Śląski, które zaczęło funkcjonować od końca lat czterdziestych XX wieku. Radio nadawało między godzinami: szóstą rano i dwudziestą drugą. Działo się tak z racji obowiązującej ciszy nocnej. Codziennie, około godziny ósmej rano nadawano komunikaty, a w pozostałych godzinach podłączano Pierwszy Program Polskiego Radia. Najbardziej charakterystycznym elementem Radia Lwówek Śląski były rymowane komunikaty o rozmaitej treści. Komunikaty radiowe nadawano do 1964 roku. Po 1964 roku Radio Lwówek Śląski emitowało jedynie Pierwszy Program Polskiego Radia.

## Fragmenty audycji
Komunikat z Powiatowej Stacji Sanitarno-Epidemiologicznej w Lwówku Śląskim:

„Powiatowa Stacja Sanitarno-Epidemiologiczna w Lwówku Śląskim ostrzega i informuje niech Kowalska w rzece Płuczce prania z mydlin nie wypłukuje”

Audycja przed rocznicą Manifestu Lipcowego:

„Halo, halo tu spiker radia Lwówek Śląski. Starosta powiatu lwóweckiego informuje, że z okazji Rocznicy Manifestu Lipcowego każdy dom posesję się flagami dekoruje”

Komunikat prezesa Mleczarni Lwówek Śląski:

„Komunikat prezesa Mleczarni Lwówek Śląski w Płakowicach informuje otworzono zlewnię mleka we wsi Sobota i Dębowy Gaj zlewnia mleka która każdą ilość skupuje”

Informacja z Komitetu PZPR:

„My partia i ludzie pracy w niedzielę o dziesiątej się zbieramy, akcja stonka tą imperialistyczną zrzuconą przez Amerykanów stonkę po polach ziemniaczanych zbieramy”

Kilka słów od Powiatowego Oddziału Służby Polsce:

„Powiatowy oddział Służby Polsce w Lwówku Śląskim informuje, że dla dobra kraju u kułaków w Dębowym Gaju dwie tony pszenicy ukrytej odebrało, a jednemu to nawet gospodarstwo zabrano”

Zalecenia starosty odnośnie do święta państwowego:

„Starosta Lwówecki informuje że flagi na pierwszego maja wywiesza dzień wcześniej, a drugiego maja obowiązkowo się zdejmuje”

Komunikat radiowy w dniu śmierci Józefa Stalina:

„Komitet Powiatowy PZPR informuje zmarł nasz duchowy ojciec i brat towarzysz Stalin opuszczamy flagi do połowy masztu i flagi kirem dekoruje”